# Тризобио
Тризо̀био (на италиански: Trisobbio; на пиемонтски: Tërseubi, Търсеуби) е село и община в Северна Италия, провинция Алесандрия, регион Пиемонт. Разположено е на 341 m надморска височина. Населението на общината е 664 души (към 2010 г.).